# Chloropteryx paularia
Chloropteryx paularia là một loài bướm đêm trong họ Geometridae.

## Hình ảnh

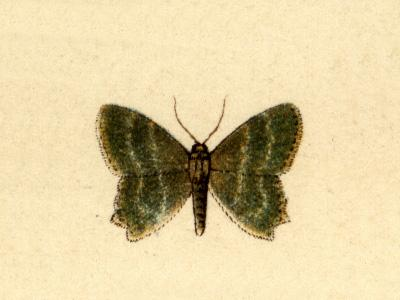
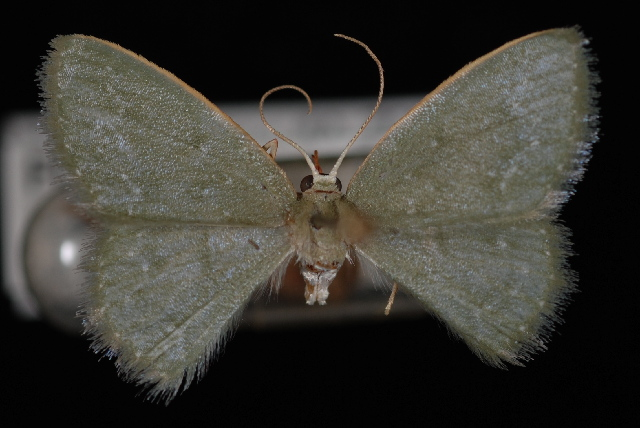